# Marakucika, Velîka Pîsarivka
Marakucika (în ucraineană Маракучка) este un sat în așezarea urbană Kîrîkivka din raionul Velîka Pîsarivka, regiunea Sumî, Ucraina.

## Demografie
Componența lingvistică a localității Marakucika
     Ucraineană (96,55%)
     Rusă (3,45%)
Conform recensământului din 2001, majoritatea populației localității Marakucika era vorbitoare de ucraineană (96,55%), existând în minoritate și vorbitori de rusă (3,45%).